# Milionia eichorni
Milionia eichorni là một loài bướm đêm trong họ Geometridae.